# 草上飛
草上飛（日语：グラスワンダー），是美國出生的日本純種競賽馬匹，生涯活躍於中長途賽事，曾於1997年勝出朝日盃三歲錦標，及後於1998年勝出有馬紀念，更於1999年勝出寶塚紀念並連霸有馬紀念，成為日本史上第二匹達成大獎賽三連霸的賽駒。

## 出賽前
1995年出生於美國肯塔基州Darby Dan牧場，成長途中於拍賣會被馬主伊東純一以25萬美金購入並引入日本，馬主名義則以其經營的Hanzawa Co. Ltd.登錄。
其後交由美浦訓練中心練馬師尾形充弘訓練。

## 競賽生涯

### 3歲（現2歲）
1997年9月13日出戰中山競馬場3歲新馬戰，順利出閘之下於第二名的位置推進，進入直路後於騎師的場均未加一鞭的情況下自行加速，最終拋離後方3馬位取得首勝。
其後出戰公開賽常春藤錦標，同樣以未加鞭的方式輕鬆取得領先，最終拉開後方5馬位斬獲連勝。
11月8日出戰京成盃三歲錦標，比賽開始後隨即搶佔位置於第二左右推進，進入直路後其仍然有餘力繼續加速，最終跑出全場最佳末腳之下不斷拋離後方對手，最終以6馬位的巨大優勢取得首個分級賽冠軍。
12月6日出戰出戰朝日盃三歲錦標，縱然本次比賽強敵衆多，但其仍然以壓倒性的1.3倍獨贏賠率取得第一人氣。比賽開始後，其並未如同以往三場賽事一般採取先行的戰術，意思稍作墮後處於約莫第七的位置。通過第三彎道時，其開始發力展開衝刺，並於直路上成功轟出優勢的後600米35.4秒末腳，最終拉開第二名2 1/2馬位取得首個分級賽冠軍，亦以1分33.4秒的完賽時間將1990年有Lindo Shaver所創造的紀錄推前0.4秒。
年末，由於其力壓一衆賽駒取得一級賽勝利，因而於評選中以近乎全票的190票當選最佳3歲雄馬。

### 4歲（現3歲）
短暫放草後其由1月重新開始訓練，然而於其中被發現步伐混亂，經過詳細檢查後於3月15日確認爲右後腳第三趾骨骨折，因而缺席春季所有賽事並進入長期休養。
8月22日其返回馬房調整，並於10月11的每日王冠復出。比賽開始後，前方由無聲鈴鹿帶出快放，而草上飛則處於中團靠後位置。通過第三彎道時，其開始逐步加速迫近前方領放的無聲鈴鹿，並於最後彎道和對手呈現平頭姿態。然而進入直路後，其並未能保持速度繼續衝刺，最終被前方的無聲鈴鹿及神鷹拋開後以第三吞下生涯首敗。
其後爲準備日本盃，於11月7日出戰阿根廷共和國盃作爲熱身，然而於直路上再度未能維持加速，最終不斷失速之下僅跑獲第六。
鑑於阿根廷共和國盃的失利，陣營決定避戰日本盃並安排其轉戰有馬紀念。賽前其落後於本年度菊花賞馬星雲天空、上年度秋季天皇賞冠軍氣槽及春季天皇賞冠軍目白光明獲得第四人氣。比賽開始後，星雲天空隨即以積極的策略佔先並進行快放，草上飛和氣槽處於中團位置推進，而目白光明則於後方位置等待時機。通過第三彎道後，騎師的場選擇指揮草上飛提早加速，令其於第四彎道時候經已處於第四的先頭位置。進入直路後，憑借此次加速所累積的優秀，其於所在的有利位置展開衝刺，於最後200米超越星雲天空取得領先，及後繼續保持速度下成功抵擋目白光明的追擊，以1/2馬位優勢成爲首匹奪得有馬紀念冠軍的外國產馬。

### 5歲（現4歲）
進入1999年，陣營原本計劃以中山紀念作爲首戰，但受到右肩疼痛的影響下而擱置。其後陣營一度希望其出戰產經大阪盃，然而於賽前再度發生事故，左眼下方被發現由傷痕下只好進入休養。
最終於休養過後，以5月的京王盃春季盃作爲年度首戰，並於賽前獲得第一人氣。比賽開始後，其繼續採用拿手的居中戰術於約莫第九左右推進，進入直路後展現優秀的反應進行加速，最終不斷超越前方賽駒下成功奪得冠軍。
其後乘勢出戰安田紀念，雖然比賽初段保持良好節奏並於直路上一度取得領先，但於終點線前被一直盯放草上飛的空中聖戰超越，最終鼻位差距憾負。
7月11日出戰寶塚紀念，僅次於同期馬特別週取得第二人氣。比賽開始後，特別週選擇於先頭約莫第四的位置推進，草上飛則於第六左右的位置緊盯對手。通過第三彎道後，特別週先行加速衝出，以草上飛仍然未有動作，於進入直路後才跟進衝刺。直路中段，草上飛於不斷加速並跑出全場最快末腳之下逐漸迫近特別週，於最後200米成功超越對手並繼續拉開距離，最終以3馬位優勢奪冠。
入秋後以每日王冠作爲起動戰，於其中處於第五左右的位置展開推進，並一直保持良好節奏。進入直路後，其不斷加速以拋離後方的賽駒，但於最後關頭仍然被後方的名將大道迫近，最終兩駒以平頭姿態衝線。而根據照片判定，賽會確認草上飛以3厘米的細微差距險勝，再度奪得分級賽冠軍。
其後陣營繼續以日本盃作爲目標備戰，但於訓練途中被發現左邊腹部肌肉由疼痛症狀，陣營爲保險起見最終決定避戰。
休養過後於12月26日出戰有馬紀念，賽前成功壓贏特別週、目白光明及成田路等一衆對手取得第一人氣。比賽開始後，前方由快鈴鹿領放並做出前1000米65.2秒的超慢步速，成田路選擇於第二的位置推進，而目白光明、特別週及草上飛則於後方位置緩慢追走。通過第三彎道時，其開始逐步發力加速衝出，此時特別週亦開始跟上。進入直路後，草上飛和特別週隨即展開纏鬥，兩駒於緊咬對手的同時亦不斷加速，最終成功超越前方的好歌劇及鶴丸剛志後以平頭姿態衝線。而根據賽會頒佈的照片判定，草上飛以4厘米的細微優勢壓贏對手，成功達成有馬紀念連霸之餘亦達成大獎賽三連霸。
年末，雖然其於年間制霸春秋大獎賽，但於日本馬王及最佳5歲及以上雄馬評選中均敗於神鷹及特別週，最終僅獲得JRA賞特別賞。

### 6歲（現5歲）
然而於進入2000年後，其再度陷入低潮期，於年初出戰日經賞僅獲得第六，其後出戰京王盃春季盃及寶塚紀念亦僅跑獲第九及第六。
而於寶塚紀念比賽途中，騎師蛯名正義更發覺草上飛的步伐有異，於賽後選擇下馬。經過詳細的X光檢查後，醫療團隊確認其左前腳趾骨骨折，因而進入長期休養。然而於休養途中其狀態未有好轉，最終陣營決定安排其退役並於12月24日在中山競馬場舉行退役儀式。

### 詳細賽績
| 日期       | 舉辦國家 | 馬場 | 距離   | 級別 | 賽事名稱       | 負重 | 騎師     | 馬號 | 出馬 | 名次 | 時間   | 頭馬（二馬）           |
| ---------- | -------- | ---- | ------ | ---- | -------------- | ---- | -------- | ---- | ---- | ---- | ------ | ---------------------- |
| 13/9/1997  | 日本     | 中山 | 草1800 |      | 3歲新馬        | 53   | 的場均   | 9    | 10   | 1    | 1:52.4 | （Bildschon）          |
| 12/10/1997 | 日本     | 東京 | 草1400 | OP   | 常春藤錦標     | 53   | 的場均   | 8    | 9    | 1    | 1:21.9 | （Machikane Sanshiro） |
| 8/11/1997  | 日本     | 東京 | 草1400 | GII  | 京成盃三歲錦標 | 54   | 的場均   | 2    | 9    | 1    | 1:21.9 | （Machikane Sanshiro） |
| 7/12/1997  | 日本     | 中山 | 草1600 | GI   | 朝日盃三歲錦標 | 54   | 的場均   | 11   | 15   | 1    | 1:33.6 | （礦之戀）             |
| 11/10/1998 | 日本     | 東京 | 草1800 | GII  | 每日王冠       | 55   | 的場均   | 6    | 9    | 5    | 1:46.4 | 無聲鈴鹿               |
| 7/11/1998  | 日本     | 東京 | 草2500 | GII  | 阿根廷共和國盃 | 57   | 的場均   | 13   | 18   | 6    | 2:33.5 | 優勝駒                 |
| 27/12/1998 | 日本     | 中山 | 草2500 | GI   | 有馬紀念       | 55   | 的場均   | 2    | 16   | 1    | 2:32.1 | （目白光明）           |
| 15/5/1999  | 日本     | 東京 | 草1400 | GII  | 京王盃春季盃   | 58   | 的場均   | 5    | 18   | 1    | 1:20.5 | （空中聖戰）           |
| 13/6/1999  | 日本     | 東京 | 草1600 | GI   | 安田紀念       | 58   | 的場均   | 7    | 14   | 2    | 1:33.3 | 空中聖戰               |
| 11/7/1999  | 日本     | 阪神 | 草2200 | GI   | 寶塚紀念       | 58   | 的場均   | 5    | 12   | 1    | 2:12.1 | （特別週）             |
| 10/10/1999 | 日本     | 東京 | 草1800 | GII  | 每日王冠       | 59   | 的場均   | 8    | 10   | 1    | 1:45.8 | （名將大道）           |
| 26/12/1999 | 日本     | 中山 | 草2500 | GI   | 有馬紀念       | 57   | 的場均   | 7    | 14   | 1    | 2:37.2 | （特別週）             |
| 26/3/2000  | 日本     | 中山 | 草2500 | GII  | 日經賞         | 59   | 的場均   | 7    | 10   | 6    | 2:36.3 | Leo Ryuho              |
| 14/5/2000  | 日本     | 東京 | 草1400 | GII  | 京王盃春季盃   | 59   | 的場均   | 8    | 18   | 9    | 1:21.6 | 痛快駒                 |
| 25/6/2000  | 日本     | 阪神 | 草2200 | GI   | 寶塚紀念       | 58   | 蛯名正義 | 11   | 11   | 6    | 2:14.7 | 好歌劇                 |

## 退役後

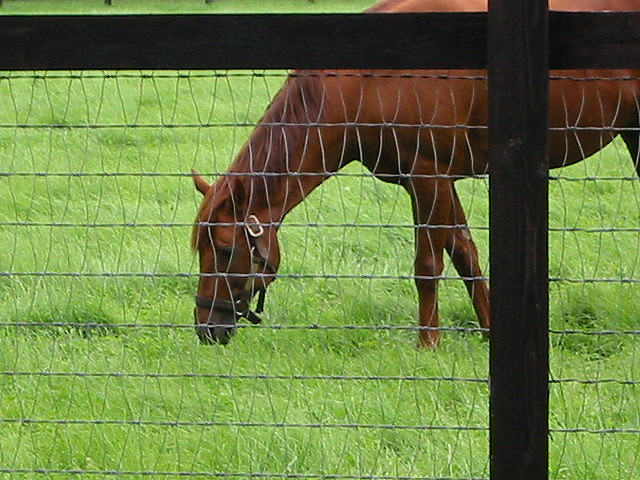
于2002年退役时的草上飞

退役後，草上飛成爲了配種馬，於北海道早來町（今安平町）社台Stallion Station休養，在2001年進行配種，首批子嗣於2002年出生。首批子嗣可於2004年出賽。12月19日，Felicia在妖精錦標取勝，成爲首匹勝出分級賽的子嗣。2006年12月23日，Maruka Rascal在中山大障害取勝，成爲首匹勝出一級賽的子嗣。2008年11月30日，銀幕英雄於日本盃取勝，成爲首匹勝出平地一級賽的草上飛子嗣。縱貫其配種生涯，其子嗣之中不乏強力馬及一級賽冠軍，而其優秀的基因亦成功透過配種傳遞，如銀幕英雄之子亦即其孫滿樂時曾於一哩及中距離戰線稱霸。而於2021年10月3日，滿樂時之子亦即其曾孫妙發靈機於短途馬錦標取勝，成功達成四代一級賽制霸的偉業。
2003年至2006年，其於日本配種季過後亦會前往澳洲穿梭配種。
2007年其被轉移至北海道日高町育馬者Stallion Station，於此地繼續作爲配種馬之用。
2016年10月29日，其再度被轉移至北海道新冠町大紅牧場。
2020年4月2日由配種馬退役，前往同町的明和牧場進行養老生活。
2025年8月8日，其因高齡造成的多重器官衰竭死亡，享年30歲。

### 主要子嗣

#### 一級賽優勝子嗣
粗體字為一級賽
2002年生
- Maruka Rascal（中山大障礙、中山跳欄大賽）

2004年生
- 銀幕英雄（阿根廷共和國盃、日本盃）

2005年生
- 熱誠真摯（金鯱賞、札幌紀念、寶塚紀念、產經賞）

2006年生
- 奇幻星雲（朝日盃未來錦標）

2007年生
- Big Romance（全日本兩歲優駿）

#### 分級賽優勝子嗣
2002年生
- 大隅草駒（兩次新潟大賞典）
- Felicia（妖精錦標）

2003年生
- Mainer Scherti（新西蘭盃）
- 櫻花奇景（短波電台盃兩歲錦標、金鯱賞）

2004年生
- Meiner Rainier（京王盃兩歲錦標、天鵝錦標）

2007年生
- 名將關白（京都大賞典）
- Cosmo Helenos（長途馬錦標）

2008年生
- Shigeru Juyaku（阪神春季跳欄賽）

2009年生
- 獵戶星座（海洋錦標、中京紀念）

## 血統簡介
父系Silver Hawk爲美國生產的愛爾蘭賽駒，生涯戰績不俗，曾勝出三級賽卡拉芬錦標，亦於一級賽愛爾蘭打吡及葉森打吡分別取得亞軍及季軍。祖父雷弼圖爲美國生產的愛爾蘭賽駒，生涯戰績彪炳，曾勝出葉森打吡，退役後配種成績亦極爲優秀，現已成爲Halo系外另一支出自Hail Reason系的獨立種馬系統。
母系Ameriflora爲美國馬匹，生涯無出賽紀錄。外祖父單色爲美國賽駒，生涯三場全勝後因傷退役，退役後成爲著名種馬，現以確立爲一支獨立的系統。

### 血統表
| 父線：雷弼圖系（Hail to Reason系）       |                               |                |                   |
| 種馬 Silver Hawk 1979年（棗色）          | 雷弼圖 1969年（棗色）         | Hail to Reason | Turn-to           |
| 種馬 Silver Hawk 1979年（棗色）          | 雷弼圖 1969年（棗色）         | Hail to Reason | Nothirdchance     |
| 種馬 Silver Hawk 1979年（棗色）          | 雷弼圖 1969年（棗色）         | Bramalea       | Nashua            |
| 種馬 Silver Hawk 1979年（棗色）          | 雷弼圖 1969年（棗色）         | Bramalea       | Rarelea           |
| 種馬 Silver Hawk 1979年（棗色）          | Gris Vitesse 1966年（灰色）   | Amerigo        | Nearco            |
| 種馬 Silver Hawk 1979年（棗色）          | Gris Vitesse 1966年（灰色）   | Amerigo        | Sanlinea          |
| 種馬 Silver Hawk 1979年（棗色）          | Gris Vitesse 1966年（灰色）   | Matchiche      | Mat de Cocagne    |
| 種馬 Silver Hawk 1979年（棗色）          | Gris Vitesse 1966年（灰色）   | Matchiche      | Chimere Fabuleuse |
| 繁殖雌馬 Ameriflora 1989年（棗色）       | 單色 1977年（棗色）           | 北地舞人       | 新北區            |
| 繁殖雌馬 Ameriflora 1989年（棗色）       | 單色 1977年（棗色）           | 北地舞人       | Natalma           |
| 繁殖雌馬 Ameriflora 1989年（棗色）       | 單色 1977年（棗色）           | Pas de Nom     | Admirals Voyage   |
| 繁殖雌馬 Ameriflora 1989年（棗色）       | 單色 1977年（棗色）           | Pas de Nom     | Petitioner        |
| 繁殖雌馬 Ameriflora 1989年（棗色）       | Graceful Touch 1978年（棗色） | His Majesty    | 里博              |
| 繁殖雌馬 Ameriflora 1989年（棗色）       | Graceful Touch 1978年（棗色） | His Majesty    | Flower Bowl       |
| 繁殖雌馬 Ameriflora 1989年（棗色）       | Graceful Touch 1978年（棗色） | Pi Phi Gal     | Raise a Native    |
| 繁殖雌馬 Ameriflora 1989年（棗色）       | Graceful Touch 1978年（棗色） | Pi Phi Gal     | Soaring           |
| 雌系：號族：12-c                         |                               |                |                   |
| 五代內近親交配：Nearco 4×5、天才舞者 5×5 |                               |                |                   |

## 命名由來
名字中，Grass（グラス）即是草，Wonder（ワンダー）是馬主Hanzawa Co. Ltd.負責人伊東純一於拍賣會上目睹其時的感想，香港則結合兩部分，翻譯为「草上飛」。

## 外部連結
- 草上飛 netkeiba.com （页面存档备份，存于）
- 血統表 （页面存档备份，存于）